# Districte de Draguinhan
El Districte de Draguinhan és un dels tres districtes del departament francès del Var, a la regió de Provença-Alps-Costa Blava. Té 12 cantons i 58 municipis. El cap cantonal és Draguinhan.

## Cantons
- cantó de Calàs
- cantó de Comps d'Artubi
- cantó de Draguinhan
- cantó de Faiença
- cantó de Frejús
- cantó de Grimaud
- cantó de Lòrgas
- cantó de Lo Luc
- cantó de Lo Muei
- cantó de Sant Rafèu
- cantó de Sant Tropetz
- cantó de Salernas